# ジョン・バークリー (ラグビー選手)
ジョン・バークリー（John Barclay、1986年9月25日 - ）は、スコットランドの元ラグビーユニオン選手。

## プロフィール
- 香港出身。
- ポジションはフランカー(FL)、ナンバーエイト(No.8)。
- 身長 190cm、体重 102kg
- スコットランド代表通算キャップ数は76でラグビーワールドカップ2007・ラグビーワールドカップ2011・ラグビーワールドカップ2019のスコットランド代表に選ばれた[1]。

## 略歴
グラスゴー・ウォリアーズ、スカーレッツを経て、2018年、エディンバラに加入。 
2019年12月、スコットランド代表から引退した。翌2020年、現役を引退した。 